# 藏芨芨草
藏芨芨草（学名：Achnatherum duthiei）为禾本科芨芨草属下的一个种。

## 扩展阅读
- 維基物種上的相關：藏芨芨草